# Nowaje Siało (rejon orszański)
Nowaje Siało (biał. Новае Сяло; ros. Новое Село, Nowoje Sieło; pol. hist. Nowesioło) – wieś na Białorusi, w obwodzie witebskim, w rejonie orszańskim, w sielsowiecie Mieżawa.

## Historia
W XIX i w początkach XX w. położone było w Rosji, w guberni mohylewskiej, w powiecie orszańskim, w gminie Moszkowo. Następnie w granicach Związku Sowieckiego. Od 1991 w niepodległej Białorusi.